# Warda Al-Jazairia
Warda Al-Jazairia (tiếng Ả Rập: وردة الجزائرية  22 tháng 7 năm 1939 – 17 tháng 5 năm 2012) là một ca sĩ người Algérie nổi tiếng với các bài hát và âm nhạc Ả Rập Ai Cập. Tên bà theo nghĩa đen có nghĩa là Warda người Algérie, nhưng đôi khi bà ấy được gọi là Warda  (tiếng Ả Rập Ai Cập: [ˈwæɾdæ]) hay là "Hoa hồng Algérie" trong thế giới Ả Rập.

## Tiểu sử
Warda Fatouki sinh năm 1939 tại Puteaux, Pháp, mẹ bà là một người Liban còn cha bà là một người Algérie. Bà bắt đầu hát ở tuổi mười một năm 1951. Bà đã trở nên nhanh chóng nổi tiếng vì những ca khúc yêu nước bằng tiếng Ả Rập. Năm 1972, Tổng thống Algérie Houari Boumediène mời bà hát trong ngày độc lập của Algérie, và bà biểu diễn cùng với một dàn nhạc Ai Cập.
Sau đó, bà chuyển đến Ai Cập, nơi bà nổi tiếng và kết hôn với nhà soạn nhạc nổi tiếng Ai Cập Baligh Hamdi. Bà đã biểu diễn nhiều bài hát của mình, cũng như những bài hát của các nhà soạn nhạc Ai Cập khác, từ đó bà nhanh chóng nổi tiếng và phát hành nhiều album mỗi năm. Ngoài ra, bà đóng vai chính trong một vài bộ phim Ai Cập, với sự tham gia của các ngôi sao điện ảnh lớn như Roushdy Abaza. Bà được cấp quốc tịch Ai Cập
và hát những bài hát dân tộc nổi tiếng cho đất nước như Helwa Belady El Samra..
Bài hát Ai Cập "My Great Homeland"
("Al Home Al Akbar"), được thực hiện bởi các ngôi sao hàng đầu trong ngành công nghiệp âm nhạc Ai Cập vào thời điểm đó bao gồm Abdel Halim Hafez, Shadia, Sabah, Najat Al Saghira  và Faiza Kamel. Bài hát tố cáo chủ nghĩa thực dân và kêu gọi một quốc gia Ả Rập thống nhất chống lại ngoại xâm (xem).

## Mất
Warda qua đời vào ngày 17 tháng 5 năm 2012 tại Cairo, sau một cơn ngừng tim. Bà đã 72 tuổi.
Vào ngày 19 tháng 5, thi thể Warda đã trở về Algérie, quê hương của bà, tang lễ Warda được tổ chức theo cấp nhà nước và được chôn cất tại Nghĩa trang El Alia của Algiers, nơi dành riêng cho các anh hùng dân tộc.